# 홋슨쥐닮은햄스터
홋슨쥐닮은햄스터(학명: Calomyscus hotsoni)는 칼로미스쿠스과에 속하는 설치류의 일종이다. 파키스탄 남서부와 이란 남동부 지역의 토착종이다.